# Litografická rytina
Litografická rytina, kamenorytina (něm. Steingravüre, angl. lithographic engraving se často používá i jako synonymum pro litografii), je grafická technika kombinující tisk z hloubky a z plochy, která využívá jako matrice litografický kámen. Rytí do kamene může být kombinováno s leptem.

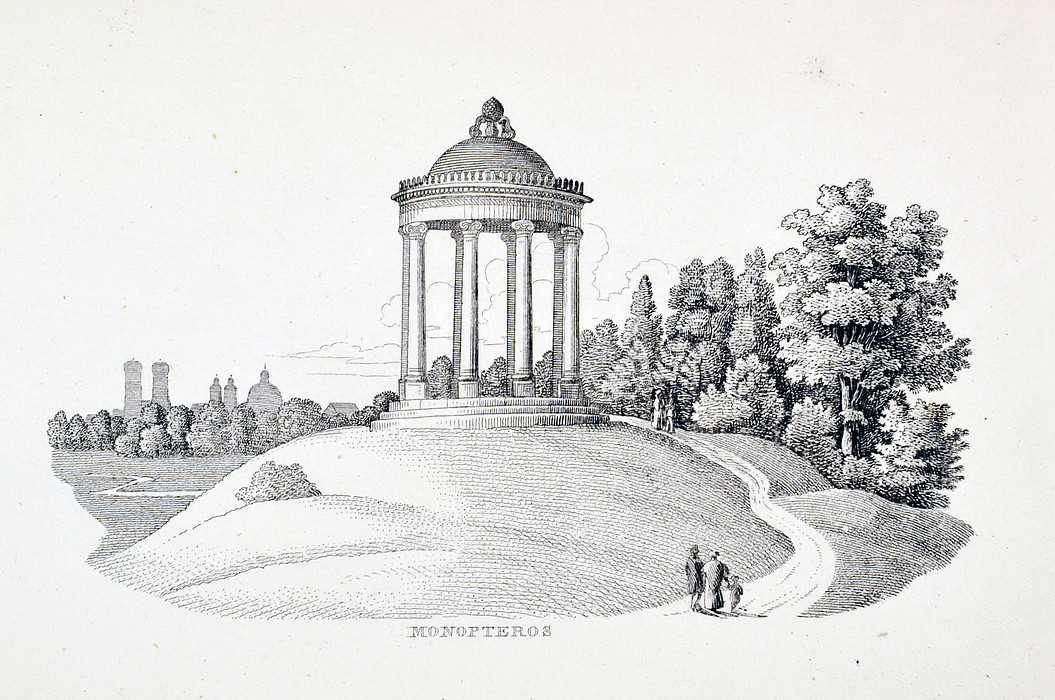
München, Monopteros, Steingravüre

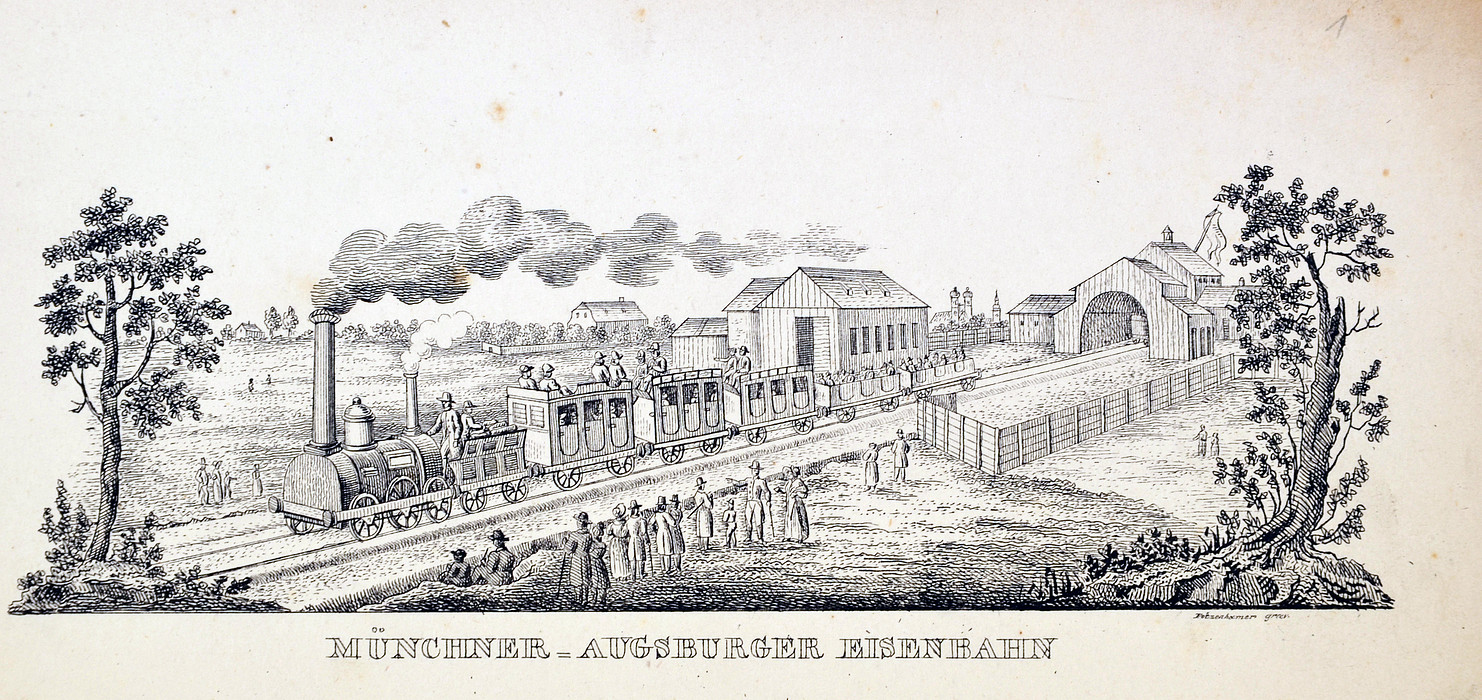
München-Augsburger Eisenbahn, Steingravüre

## Historie
Kamenorytina se užívá od poloviny 19. století jako alternativa rytiny v kovu. Jako čárový lept na kameni tištěný z plochy se užívala pro grafické listy, ilustrace, významné listiny a dokumenty, diplomy, akcie, ale třeba i firemní účtenky. V době před první světovou válkou kartograf Hans Rohn, který byl považován ve své době za nejlepšího odborníka na litografické rytí („Steingravüre“), použil techniku kamenorytiny k vytvoření nové edice map rakouských Alp.

## Postup
Dokonale vybroušený kámen nejvyšší kvality (šedomodrý) se leští práškovým šťavelanem draselným s vodou. Reakcí vzniká šťavelan vápenatý, který jako lesklá glazura odolná k vodě i mastnotě uzavře povrch kamene a chrání ho až do pozdějšího zatírání barvy. Povrch kamene se pak pokryje roztokem arabské gumy obarvené sazemi. Do něj se ostrou ocelovou jehlou nebo diamantem vyrývá kresba skrze glazuru až k povrchu kamene. Kresbu lze provádět i škrabkou, tečkovacím kladívkem nebo ruletou.
Do vyrytých linií se zatře lněný olej a nechá se působit několik hodin. Poté se kámen omyje mokrou tkaninou a zatře zředěnou mastnou tiskovou barvou. V tomto stadiu lze kresbu přenést na jiný hladký kámen a tisknout z plochy jako litografii. Jinou možností je kresbu vyplnit přetiskovou barvou, zaprášit kalafunou a vypálit. Pak se kámen vyleptá do úrovně ryté kresby, omyje, potře arabskou gumou a vymyje terpentýnem. Po promaštění vymývací tinkturou se naválí barvou a tiskne z plochy jako litografie.
Pro rytí v kameni lze užít i mechanické přístroje užívané pro ocelorytiny – gilošírky, reliéfky a čárkovací stroje. Rytí se provádí pouze do glazury a čáry mohou být velmi jemné. Poté jsou linie jemně zaleptány a zatřeny tiskovou barvou. Protože tisk z hloubky je pomalejší, jako alternativní způsob je možno kámen zaleptat do roviny kresby a tisknout z plochy nebo ho zaleptat pod úroveň kresby a tisknout z výšky.